# Інституційна теорія організацій
Інституційна теорія організацій розглядає соціологію організаційної поведінки в умовах інституційного середовища. Останнє, згідно з інституціоналізмом, має вирішальний вплив на організаційні форми, прийняття рішень та загальної поведінки. Інституційна теорія зводить пояснення організаційної поведінки до норм і правил макросередовища, з якого організаційні структури і дії є похідними. Організаційні структури є більшою мірою відображенням загальноприйнятих, інституціоналізованих норм, правил і переконань, які, в свою чергу, є більш важливими імперативами, ніж чисто економічна раціональність і технічна доцільність. Організації, які відповідають таким загальноприйнятим очікуванням, є більш легітимними, а отже, мають більший шанс вижити через позитивну оцінку стейкхолдерами і суспільством. Імплементація зовнішніх критеріїв оцінки своєї роботи, стандартизація та ізоморфізм із зовнішнім середовищем допомагають організаціям досягти їхніх цілей і, в свою чергу, зміцнюють інституційну логіку в даному середовищі.
Підґрунтя організаційного інституціоналізму заклав у середині XX століття Філіп Селзнік, який запропонував поняття інституціоналізації як процесу, коли організації перетворювались у цінність саму по собі, стаючи не просто технічним інструментом і способом досягнення цілі, а елементом, складовою соціальної системи. Поряд із технічною функцією, організації стають об'єктом взаємодій, інтеракцій та адаптації до умов зовнішнього середовища. Відправною точкою інституційної теорії в її універсальному (сучасному) виді вважається класична стаття Джона Меєра і Браяна Роуена — «Інституціоналізовані організації», опублікованої в журналі American Journal of Sociology в 1977-му році. В ній автори відштовхуються від ідей соціального конструктивізму П.Бергера і Т.Лукмана, які стверджували, що соціальна реальність є продуктом тривалих соціальних взаємодій і рутинізації, яка, з часом, починає сприйматись членами суспільства як об'єктивна і незалежна реальність. Поширивши і узагальнивши цей постулат на організації, інституційна теорія швидко стала домінуючою макротеорією організацій, ставши противагою теорії обставин, популярної в 1960-х роках.
Іншою важливою публікацією стала стаття Пола ДіМаджіо і Волтера Пауелла 1983-го року в журналі American Sociological Review — «Переосмислення залізної клітки: Інституційний ізоморфізм і колективна раціональність в організаційних середовищах» в якій вони розвивають ідеї Меєра і Роуена, але підходять до організаційного інституціоналізму з іншої сторони. Якщо в «Інституціоналізованих організаціях» автори відповідали на питання «чому» організації слідують загальноприйнятим нормам, нехтуючи суто економічними мотивами, то ДіМаджіо і Пауелл описали механізми, які ведуть до інституціоналізації організаційних середовищ. Імітаційні, коерсивні та нормативні фактори мають вирішальний вплив на гомогенізацію організаційних середовищ і кристалізацію певної інституційної логіки, яка, в свою чергу, визначає організаційну поведінку. Як наслідок, в інституціоналізованих середовищах організації діють згідно з визначеною логікою. Цікаво, що з самого початку ДіМаджіо і Пауелл не стільки намагались розвинути інституційну програму, скільки знайти альтернативне пояснення макроорганізаційних явищ, відмінне від тих, які давала теорія популяційної екології організацій. Якщо остання виходила з питання: «Чому існує така різноманітність організацій?», то теорія інституційного ізоморфізму поставила діаметрально протилежне питання: «Чому організації настільки однакові?» Це, на перший погляд, контрінтуїтивне спостереження дозволило дати відповідь в рамках інституційної теорії, в повній відповідності із теорією Меєра і Роуена.
Рой Саддабі вбачає центральну ідею організаційного інституціоналізму в тому, що «організації існують в соціальних контекстах, в яких норми правильної поведінки визначені не економічною раціональністю, а скоріше превалюючими міфами (переконаннями) про правильність і доцільність тих чи інших дій, що стають настільки когнітивно інтегрованими та невід'ємними частинами загального контексту, що впливають на саме визначення і поняття таких категорій як ефективність і раціональність» (2015:151).
Інституційна теорія організацій «намагається зрозуміти, чому певні практики і типи поведінки, що або не мають користі, або є застарілими, продовжують успішно використовуватися без очевидних раціональних причин. При цьому, корисність та нагальна потреба в таких практиках не підлягає сумніву і питання щодо їх доцільності не піднімаються і не піддаються аналізу і критиці. Початкова технічна ціль та користь від цієї практики зникає або відходить на другий план, а сама практика з часом отримує символічне значення» (Аксьом, 2019:76).
В 1992-му році Крістін Олівер доповнює інституційну теорію, піднімаючи питання щодо такого явища як деінституціоналізація. Олівер зазначає, що з часом трапляються випадки, коли навіть інституціоналізовані практики починають зазнавати ерозії та втрачають свій статус загальноприйнятих та безальтернативних. Традиційно, інституційна теорія фокусується на таких явищах як стабільність, інертність, рутинізація та статус-кво в організаційних середовищах, коли організаційні зміни вже майже не відбуваються. Зокрема, за певних обставин, організації можуть розпізнати необхідність деінституціоналізації існуючих стандартів та впровадженнях нових практик. Тим не менш, згідно з класичною інституційною теорією, хоча фундаментальні інституційні зміни і, зокрема, деінституціоналізація, можливі, все ж найхарактернішим станом для організацій та їх середовища на макрорівні є тенденції до ізоморфізму та інституціоналізації.
Матс Альвесон, Андре Спайсер, Герман Аксьом і Тім Хоулетт зауважують, що інституційна теорія в її сучасному вигляді є занадто абстрактною, що б вважатись науковою теорією в її класичному розумінні. Зокрема, теорія не відповідає критерію фальсифікаціонізму Поппера. Якщо сприймати інституційну теорію саме як наукову теорію, а не метафізичну програму, то сучасний інституціоналізм не робить передбачень (якщо А то Б), а розпливчатість і абстрактність понятійного і категоріального апарату дозволяє «пояснити» будь-яке явище.